# 西中山
西中山（にしなかやま）は、宮城県仙台市泉区にある町名。現行行政地名は西中山一丁目及び西中山二丁目。住居表示実施済み。

## 地理
泉区の南西部に位置し、町内の南側に青葉区と隣接している。また東側に東北自動車道が通っている。また、住宅地が多く設置されている。

## 歴史
- 2018年（平成30年）7月23日 - 泉第二中山地区における住居表示実施のため、実沢の一部を分離し西中山一丁目及び西中山二丁目を設置[4]。

## 世帯数と人口
2018年（平成30年）10月1日現在の世帯数と人口は以下の通りである。
| 丁目         | 世帯数  | 人口    |
| ------------ | ------- | ------- |
| 西中山一丁目 | 549世帯 | 1,691人 |
| 西中山二丁目 | 433世帯 | 1,366人 |
| 計           | 982世帯 | 3,057人 |

## 小・中学校の学区
市立小・中学校に通う場合、学区は以下の通りとなる。
| 丁目         | 番・番地等 | 小学校               | 中学校               |
| ------------ | ---------- | -------------------- | -------------------- |
| 西中山一丁目 | 全域       | 仙台市立北中山小学校 | 仙台市立南中山中学校 |
| 西中山二丁目 | 全域       | 仙台市立北中山小学校 | 仙台市立南中山中学校 |

## その他

### 日本郵便
- 郵便番号 : 981-3218[2]（集配局：泉西郵便局）。